# Spaghetti giapponesi

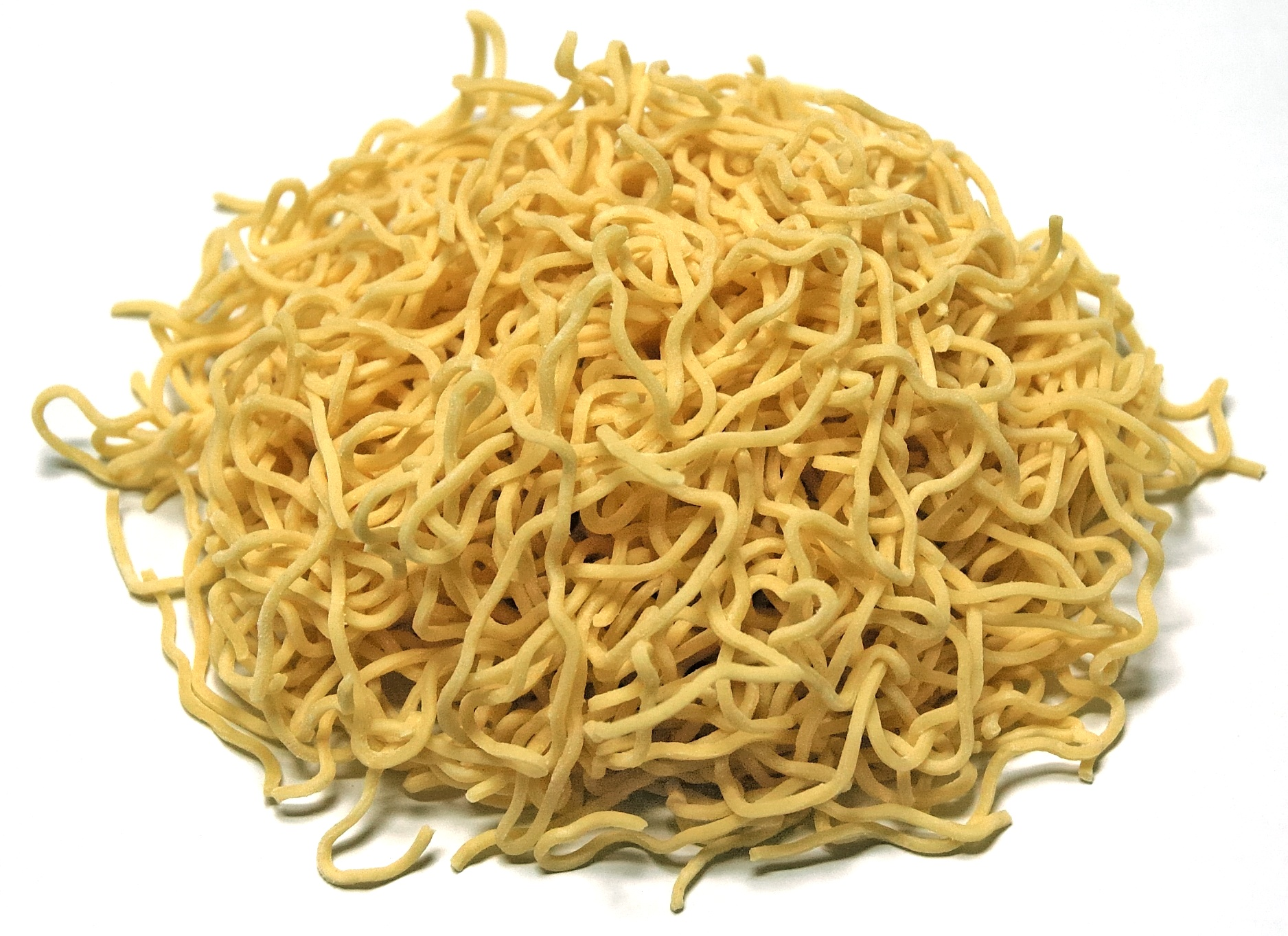
Ramen fresco

Gli spaghetti giapponesi sono una vasta gamma di vermicelli utilizzati come ingrediente principale in numerosi piatti della cucina giapponese. Tradizionalmente chiamati men (麺? o めん?), costituiscono un alimento di base della dieta quotidiana giapponese e sono spesso serviti freddi con salse di accompagnamento o all'interno di zuppe o piatti caldi. Essi presentano alcune somiglianze con gli spaghetti cinesi, dai quali traggono origine, e con gli spaghetti coreani.

## Storia
Secondo i documenti storici, le origini della pasta lunga giapponese risalgono al periodo Nara (710-794), quando fu introdotto dalla Cina un dolce chiamato sakubei (索餅). Il sakubei veniva preparato mescolando farina di frumento o di riso con acqua salata e formando una sorta di corda intrecciata; per questo motivo aveva anche il nome di muginawa (麦縄), letteralmente "corda di grano". Era più spesso dell'attuale udon e sembra che venisse consumato così com'era, senza essere cotto ulteriormente. Nel corso del tempo, divenne ampiamente diffuso tra i dolci dell'epoca, tanto che, nel periodo Heian (794-1185), era solito essere consumato presso la Corte imperiale nelle occasioni speciali. Si ritiene che il sakubei si sia successivamente evoluto in sakumen (索麺). Nel periodo Muromachi, fu sviluppato un metodo di produzione più simile a quello attuale, e iniziò a essere chiamato sōmen (素麺).
In base a fonti del periodo Kamakura, tra i cibi monastici, chiamati tenshin (点心), vi era l'udon (饂飩), che è considerato l'antenato dell'omonima pasta. Si trova infatti menzione di questo alimento in pagine di diari, dove si descrive la preparazione di una pasta, fatta con farina di frumento, tagliata sottilmente e cotta, seguendo già un metodo di produzione molto simile a quello moderno.
Anche la storia della soba è altrettanto antica, ma inizialmente i chicchi di grano saraceno venivano bolliti e mangiati sgusciati. Solo in seguito, con la diffusione delle macine a pietra, si iniziò a produrre la farina, utilizzata per cucinare i cosiddetti sobaneri (そば練り) o sobadango (そば団子), delle palle di pasta di soba che venivano poi consumate. Più tardi, durante il periodo Edo, un monaco coreano chiamato Genchin insegnò ai giapponesi l'uso della farina di frumento come legante, contribuendo così alla diffusione del sobakiri (そば切り), sotto forma di pasta lunga.
In contemporanea, avvenne gradualmente la diffusione del sōmen tra la popolazione generale, principalmente nelle regioni in cui si coltivava il frumento, come l'ovest e il sud del Giappone. Nel XVIII secolo, il sōmen raggiunse la città di Edo (l'attuale Tokyo), ma fu l'area intorno all'odierna prefettura di Hyōgo a diventare particolarmente rinomata per la sua alta qualità.
Ad Edo iniziarono ad aprire ristoranti che vendevano udon e soba, facilmente preparabili per sfamare un gran numero di persone. All'inizio, i ristoranti di udon erano quelli più diffusi, ma la soba divenne presto più popolare tra gli abitanti, i quali preferivano sapori più leggeri. La soba si affermò così come alimento indispensabile per la vita della gente comune nell'era Bunka/Bunsei (1804-1830). Si dice che quest'ultima sia stata preferita anche perché può essere servita fredda, e dato che si verificavano frequenti incendi, il governo limitava l'uso dei combustibili.

## Tipi
- Ramen: spaghetti sottili fatti con farina di frumento, sale e kansui, una forma di acqua alcalina. L'impasto viene fatto lievitare prima di essere laminato. Il ramen ha una consistenza soda e solitamente è di colore giallo pallido; la forma, la larghezza e la lunghezza può variare. Viene servito in brodo. Esempi di piatti di ramen includono lo shōyu ramen, lo shio ramen, il miso ramen, il tonkotsu ramen e il curry ramen.[6]
- Shirataki: spaghetti trasparenti fatti di konyaku. Di consistenza gommosa, gli shirataki sono utilizzati per aggiungere consistenza a piatti come il sukiyaki e l'oden.[7]
- Soba: spaghetti fatti di grano saraceno e farina di frumento. La soba può essere servita con brodo caldo o fredda con salsa per intingere (tsuyu). Esempi di piatti di soba includono la zaru soba (freddo), la kake soba, la tempura soba, la kitsune soba e la tororo soba. Nonostante la yakisoba includa "soba" nel nome, il piatto è preparato con spaghetti in stile cinese (chūkamen).[8]
- Sōmen: spaghetti molto sottili, bianchi e a base di frumento. Viene solitamente servito freddo in estate con salse per intingere, ma può essere utilizzato anche in zuppe e altri piatti caldi. Il sōmen è molto simile a hiyamugi e udon, ma è più sottile (circa 1,3 mm di larghezza). La produzione di sōmen richiede l'uso di olio.[1]
- Hiyamugi: spaghetti a base di farina di frumento, serviti in maniera simile a sōmen e udon, si collocano tra i due in termini di dimensioni. Sebbene siano principalmente bianchi, possono avere tonalità rosa o marroni.[9]
- Udon: spaghetti più spessi serviti nella cucina giapponese. L'udon è bianco e a base di frumento, largo 4–6 mm. Esso viene servito freddo con una salsa per intingere nei mesi estivi o in piatti caldi e zuppe nei periodi più freddi. I piatti di udon includono kitsune udon, Nabeyaki udon, curry udon e yakiudon. Tuttavia, il sara udon viene preparato utilizzando un tipo di spaghetti diverso, che ha una consistenza croccante.[10]
- Harusame: spaghetti trasparenti fatti di fecola di patate. Questi spaghetti vengono comunemente utilizzati in zuppe e insalate, nonché per creare adattamenti giapponesi di piatti a base di spaghetti coreani e cinesi.[11] I piatti con harusame includono l'insalata di harusame, un'insalata di spaghetti freddi che presenta tre ingredienti principali: cetrioli julienne, prosciutto e carote. Altri ingredienti possono includere alghe wakame, uova strapazzate sottili, pomodori e germogli di soia.[12]
- Tokoroten: fette di gelatina fatte di agar-agar, che proviene dalle alghe rosse giapponesi. Questo piatto è solitamente consumato in estate in quanto è composto per circa il 98% da acqua. Il piatto è tipicamente condito con salsa di soia e aceto di riso.[13]